# Minstrel Boy
Minstrel Boy – piosenka skomponowana przez Boba Dylana, nagrana przez niego na koncercie 31 sierpnia 1969 podczas festiwalu na wyspie Wight i wydana na albumie Self Portrait w czerwcu 1970 r.

## Historia i charakter utworu
Piosenka ta należy do grupy czterech koncertowych utworów nagranych w Woodside Bay w pobliżu miasta Ryde na wyspie Wight 31 sierpnia 1969 r. podczas festiwalu muzycznego. Był to jedyny pełnowymiarowy koncert Dylana od momentu wypadku motocyklowego w lipcu 1966 r. aż do stycznia 1974 r. Innymi piosenkami z tego koncertu umieszczonymi na albumie są "Quinn the Eskimo (The Mighty Quinn)", "She Belongs to Me" oraz "Like a Rolling Stone".
Początkowo Dylan zamierzał wydać oficjalny koncertowy album z tego wydarzenia, jednak odstąpił od tego zamiaru, gdyż jakość koncertu nie była najwyższej próby, a Dylan zamiast śpiewać, właściwie wykrzykiwał teksty.
Piosenka jest dość niezwykła i utrzymana nieco w stylu suterenowych nagrań w Woodstock. Bohaterem piosenki jest kierowca ciężarówki i równocześnie trubadur, który przybywa z gór przed niecierpliwy tłum przynosząc nieco prawdy. Ma również coś dla spragnionych kobiet. Postać ta przypomina nieco "świętych głupców".
Było to jedyne koncertowe wykonanie tej piosenki. Być może została przez niego wybrana ze względu na zbieżność tytułu ze starą balladą irlandzką "The Minstrel Boy" (lub czasem zwaną "Morean"). Piosenka ta została przeniesiona do Ameryki, głównie na teren stanu Tennessee. Stała się bardzo popularna w okresie wojny secesyjnej.

## Muzycy
- Bob Dylan – wokal, gitara, harmonijka
- Garth Hudson – organy, wokal
- Robbie Robertson - gitara, wokal
- Richard Manuel – pianino, wokal
- Rick Danko – gitara basowa, wokal
- Levon Helm – perkusja, wokal

## Wykonania piosenki przez innych artystów
- Wendy Erdman – Erdman (1970)
- Jake & the Family Jewels – The Big Moose Calls His Sweet Baby Lorraine (1972)